# Inthaeron
Inthaeron és un gènere d'aranyes araneomorfes de la família dels citerònids (Cithaeronidae). Es troben a l'Índia. Fou descrita per primera vegada per Norman I. Platnick l'any 1991. Només conté una espècie, Inthaeron rossi. Les femelles d' Inthaeron poden ser distingides de les del gènere Cithaeron, per l'arranjament de les estructures i el nombre de les fileres mitjanes posteriors. El nom deriva de fusionar "Índia" amb "Cithaeron", el nom de l'altre gènere dels citerònids.

## Taxonomia
L'única espècie és Inthaeron rossi. Va ser trobada inicialment a Mahabaleshwar, Maharashtra, Índia, encara que també s'ha trobat a Betul, a Madhya Pradesh. Només es coneixien femelles fins que l'any 1993, quan es va capturar un mascle, amb una característica destacada, el bulb del pedipalp altament enrotllat. Fan uns 7 mil·límetres de llargada i uns 2 mil·límetres d'ample. El cefalotòrax és un d'un color verdós-marró, mentre les potes són un marró groguenc. L'abdomen és majoritàriament marró clar i pelut, amb diverses ratlles de colors variats.
El nom deriva d'un col·leccionista especialitzat, Rossi.